# Via Corneta
Corneta foi uma antiga via de Roma, situada entre a Via Sacra e o Macelo, ao norte do Fórum Romano, onde havia um bosque de cornisos. De acordo com a provável emenda de uma passagem de Plácido, o local foi mais tarde ocupado pelo Templo da Paz de Vespasiano (r. 69–79).